# Кэти Сент-Айвс
Кэти Сент-Айвс (англ. Katie St. Ives, род. 19 декабря 1988 года) — американская порноактриса.

## Биография
Настоящее имя — Зои Ноэль Дэвис (Zoey Noel Davis). Родилась в городе Шерман-Оукс, Калифорния, США. Мать — кубинка, отец имеет кубинские и немецкие корни. До карьеры в порно работала в супермаркетах Gelson’s и Whole Foods Market, кассиром в Target, официанткой и в телемаркетинге. Планировала заниматься кулинарией, косметологией или фотографией, но ни один из этих планов не был воплощён ею в жизнь.
Пришла в порноиндустрию в 2009 году, в возрасте 21 года, во время работы официанткой найдя объявление о кастинге для актрис и решив, что это может стать подработкой в дополнение к основной работе. Её первая сцена секса была в фильме POV Pervert 11 Майка Джона.
Некоторыми из её ранних фильмов стали Belladonna’s Fuck Face, Mike John’s Jerk Off Material 3, Sperm Receptacles 5 и Phat Ass White Booty 5.
Работала с такими известными студиями, как Evil Angel, Brazzers, Kick Ass Pictures, Digital Sin, Jules Jordan Video и Naughty America.
В 2010 году снялась в фильме Big Wet Asses 17. Это была первая сцена анального секса как для Сент-Айвс, так и для её партнерши по съёмкам Джейден Джеймс.
В том же году получила свою первую номинацию на AVN Awards в категории «лучшая POV-сцена» за Jerkoff Material 3. В 2011 году была вновь представлена в номинации «лучшая новая старлетка» на AVN Awards и XBIZ Award. С тех пор получала многочисленные награды и номинации в различных отраслевых конкурсах.
На AVN Awards, например, была номинирована в 2013 году в категории «лучшая сцена мастурбации» за I Love Big Toys 35, в 2014 году в категории «лучшая оральная сцена» за Sperm Receptacles 6, в 2015 году в категории «лучшая сцена группового секса» за Private Lives.
Также снималась в фильмах на трансгендерную тематику с такими актрисами, как Сарина Валентина, Винус Лакс и Фокси.

## Фильмография
Снялась более чем в 300 фильмах.
Некоторые работы: American She-Male X 3, Attention Whores, Brides Maids XXX, Crowd Control, I Swallow 3 Interracial Gloryhole Initiations, Nymphos, Pop Goes the Cherry, Racially Motivated 3.

## Премии и номинации

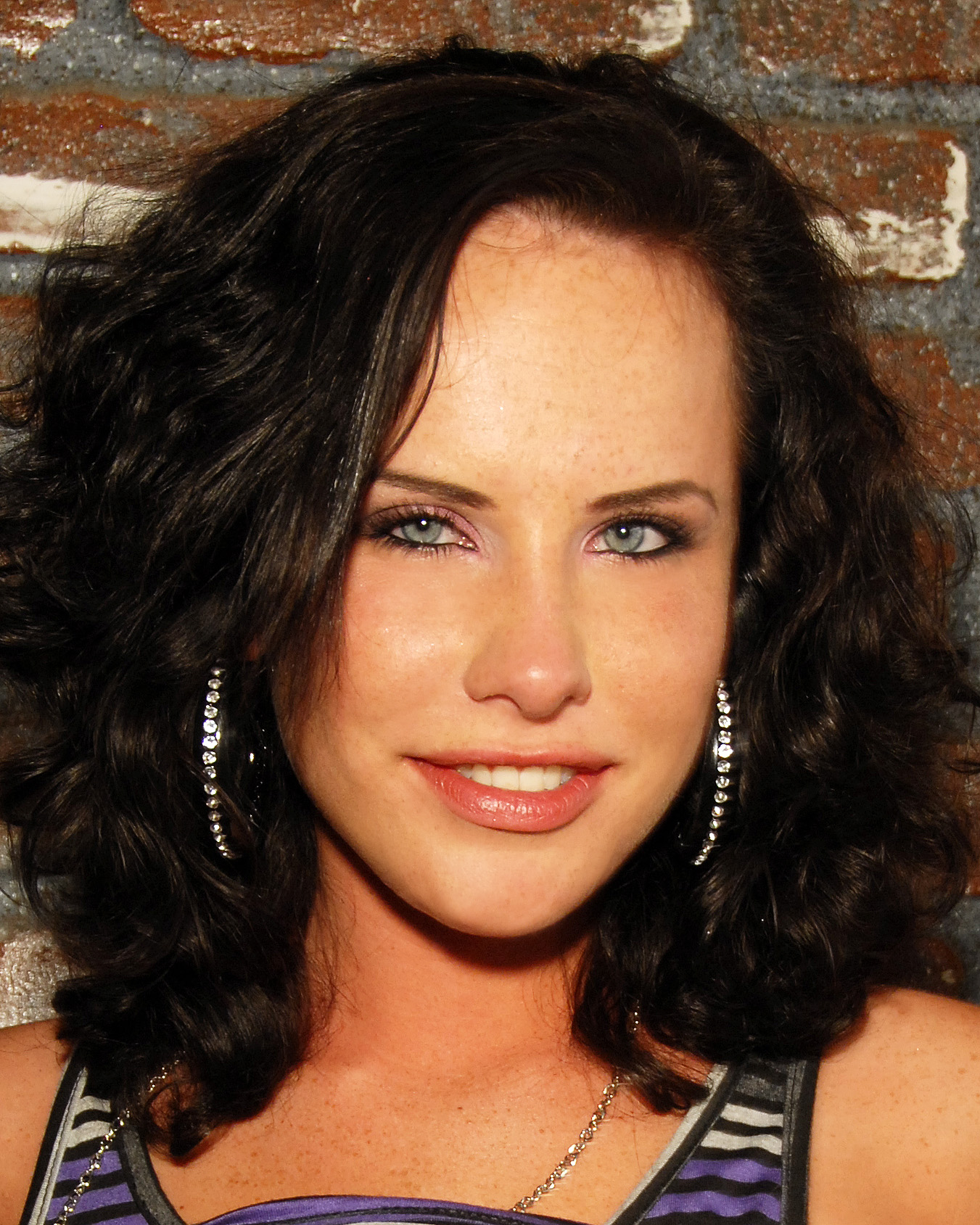
Сент-Айвс на церемонии награждения XRCO Award, 2011 год

| Год  | Церемония                   | Результат | Номинация                                    | Работа                               |
| ---- | --------------------------- | --------- | -------------------------------------------- | ------------------------------------ |
| 2010 | AVN Awards                  | Номинация | Лучшая POV-сцена                             | Jerkoff Material 3                   |
| 2011 | AVN Awards                  | Номинация | Лучшая новая старлетка                       | н/д                                  |
| 2011 | AVN Awards                  | Номинация | Лучшая POV-сцена                             | Fucked on Sight 8                    |
| 2011 | XBIZ Award                  | Номинация | Лучшая новая старлетка                       | н/д                                  |
| 2012 | AVN Awards                  | Номинация | Лучшая парная сцена М/Ж                      | Party Girls                          |
| 2012 | Tranny Awards               | Номинация | Лучшая сцена секса                           | Next She-Male Idol 5                 |
| 2013 | AVN Awards                  | Номинация | Лучшая сцена мастурбации                     | I Love Big Toys 35                   |
| 2013 | Tranny Awards               | Номинация | Лучшее не-транссексуальное исполнение        | н/д                                  |
| 2013 | Sex Awards                  | Номинация | Лучшее тело в порно                          | н/д                                  |
| 2013 | Sex Awards                  | Номинация | Порноактриса года                            | н/д                                  |
| 2013 | Spank Bank Awards           | Номинация | Cock Crazed Cumaholic of the Year            | н/д                                  |
| 2013 | Spank Bank Awards           | Номинация | Самая фотогеничная                           | н/д                                  |
| 2013 | Spank Bank Technical Awards | Победа    | Лучшие Blowjob-глаза                         | н/д                                  |
| 2013 | Spank Bank Technical Awards | Победа    | Penis Pixie                                  | н/д                                  |
| 2013 | Spank Bank Technical Awards | Победа    | Sexiest Tattoed Slut                         | н/д                                  |
| 2014 | AVN Awards                  | Номинация | Лучшая оральная сцена                        | Sperm Receptacles 6                  |
| 2014 | Spank Bank Awards           | Номинация | Cocksucker of the Year                       | н/д                                  |
| 2014 | Spank Bank Awards           | Номинация | The Contessa of Cum                          | н/д                                  |
| 2014 | Spank Bank Awards           | Номинация | Sexiest Woman Alive                          | н/д                                  |
| 2014 | Spank Bank Awards           | Номинация | Девушка по соседству … только лучше          | н/д                                  |
| 2014 | Spank Bank Awards           | Номинация | Most Underrated Slut                         | н/д                                  |
| 2015 | AVN Awards                  | Номинация | Лучшая сцена группового секса                | Private Lives                        |
| 2015 | AVN Awards                  | Номинация | Приз зрительских симпатий: горячая задница   | н/д                                  |
| 2015 | XBIZ Award                  | Номинация | Лучшая сексуальная сцена в пародийном фильме | Snow White XXX: An Axel Braun Parody |
| 2016 | Spank Bank Awards           | Номинация | Лучшие 'Come Fuck Me' глаза                  | н/д                                  |